# Вальтер, Виктор Григорьевич
Виктор Григорьевич Вальтер (1865—1935) — русский скрипач, музыкальный писатель и критик. Заслуженный артист Республики (до 1922).

## Биография
Родился 10 февраля 1865 года в Таганроге, брат Владимира и Николая Вальтеров.
Окончил физико-математический факультет Харьковского университета, в Харькове брал уроки скрипичной игры у В. Неметца. В 1887 году переехал в Санкт-Петербург, где закончил Санкт-Петербургскую консерваторию по классу скрипки Л. С. Ауэра, после чего занял место первого концертмейстера в оркестре Императорской русской оперы в Петербурге (1890—1915).
Играл в оркестре Мариинского театра, возглавлял струнный квартет «Русских камерных вечеров», в 1909 году участвовал в Русских сезонах С. П. Дягилева в Париже. После Октябрьской революции, с 1925 года, жил в Париже. Был профессором Русской консерватории в Париже, преподавал здесь с 1926 года на курсах эстетики и скрипичного искусства.
В 1915 году написал первый биографический очерк об А. К. Лядове, позднее объединённый с очерками Язепа Витолса и С. М. Городецкого в единый сборник, изданный в 1916 году.
Вёл активную музыкальную деятельность — давал частные уроки игры на скрипке, читал публичные лекции, выступал в музыкальных программах на вечерах, организованных различными русскими общественными организациями.
Сотрудничал в журналах «Русская музыкальная газета» (подпись «В. Гр.», «В. В.»), «Театр и искусство», «Иллюстрированная Россия», «Воля России», в «Последних новостях», участвовал в собраниях редакции журнала «Звено». Был автором ряда музыкальных пособий..
Умер 21 апреля 1935 года в Париже.

## Семья
- Жена: Екатерина Андреевна
- Сыновья: Владимир, Александр
- Дочь: Наталия (1891—?), с 11 октября 1915 г. замужем[6] за Владимиром Федоровичем Левинсоном-Лессингом (1893—?), студентом Петроградского университета